# ساموا
سَامَوا أو رسميًا دولة ساموا المستقلة (بالساموية: Malo Saʻoloto Tutoʻatasi o Sāmoa)، وعُرِفت سابقاً باسم ساموا الغربية أو ساموا الألمانية، هي دولة تضم القسم الغربي من جزر ساموا في جنوبي المحيط الهادئ. نالت استقلالها عن نيوزيلندا عام 1962. الجزيرتان الرئيسيتان في البلاد هما أوبولو وسافاي والتي هي من أكبر الجزر البولينيزية. تقع عاصمة البلاد أبيا ومطار فاليولو الدولي على جزيرة أوبولو.
انضمت ساموا إلى الأمم المتحدة في 15 ديسمبر/ كانون الأول عام 1975. كانت تدعى مجموعة جزر ساموا بما ذلك ساموا الأمريكية بجزر الملاحين من قبل المستكشفين الأوروبيين قبل القرن العشرين بسبب مهارة السامويين الملاحية.

## التاريخ
يرجع أصل السامويين إلى أجدادهم الأسترونيزيين عندما توسعت ثقافة اللابيتا في جنوب شرق آسيا وميلانيزيا حوالي سنة 1500 قبل الميلاد. يتم حالياً إعادة تقييم أصول السامويين بناء على أدلة علمية جديدة وعلى عدة استنتاجات بدأ اكتشافها سنة 2003 بناء على استخدام الكربون لتقدير العمر.
استمرت العلاقات الوطيدة اجتماعياً وثقافياً وجينياً ما بين مستعمرات لابيتا الشرقية، حيث يدعم السجل الأثري وجود تاريخ شفهي وأصول أنساب ما بين السكان الأصليين، وهو ما يشير إلى الإبحار المتبادل ما بين سكان جزر ساموا وفيجي وتونغا وتزاوج بعضهم البعض.
حدث أول تواصل مع الأوروبيين في القرن الثامن عشر، وكان الهولندي جاكوب روجفين (1659–1729) أول أوروبي أبصر جزر ساموا سنة 1722، ثم تبعه المستكشف الفرنسي لويس انتون دي بوجانفيل (1729–1811)، حيث سما جزر ساموا بـ جزر المبحر سنة 1768. استمر التواصل مع الجزر بشكل محدود حتى سنة 1830 حينما بدأ المبشرون والتجار الإنجليز بالقدوم.
بدأ العمل التبشيري في ساموا في نهاية عام 1830 تحت قيادة جون ويليامز المنتمي لجمعية لندن للتبشير بعد وصوله إلى قرية ساباباليا قادما من جزر كوك وتاهيتي. في ذلك الوقت، كان السامويون قد اكتسبوا شهرة بفظاظتهم وميولهم للحرب بعد حصول مشاحنات عنيفة بينهم وبين القوات الفرنسية والألمانية والبريطانية والأمريكية، التي ومع نهاية القرن التاسع عشر استخدمت ساموا كمركز لتزويد سفن الشحن وصيادي الحيتان بالفحم.
أبدى الألمانيون بشكل خاص اهتماما تجاريا عظيما بجزر ساموا، وخاصة جزيرة أوبولو حيث احتكرت الشركات الألمانية معالجة لب جوز الهند المجفف وحبوب الكاكاو؛ بينما شكلت الولايات المتحدة تحالفات مع المشايخ المحليين، وخاصة على جزيرتي توتولى ومنوا (ضمت الجزيرتان رسميا للولايات المتحدة وعرفتا لاحقا بساموا الأمريكية).
أيضا أرسلت بريطانيا قواتها إلى جزر ساموا لحماية مصالحها وقنصليتها، بالإضافة إلى ما تعتبره حقوقا لها في موانئ الجزر. تلت ذلك ثمانية أعوام من الحرب الأهلية، حيث أمدت القوات الثلاث الأحلاف الساموية بالعتاد والتدريب، وفي بعض الأحيان كانوا يمدونهم بالقوات القتالية. أرسلت بريطانيا وألمانيا والولايات المتحدة سفنها الحربية إلى ميناء أبيا، حيث كان نشوب حرب واسعة النطاق يبدو أمرا وشيكا، إلا أن عاصفة عاتية دمرت جميع السفن الأمر الذي أنهى الصراع العسكري.

### القرن العشرون

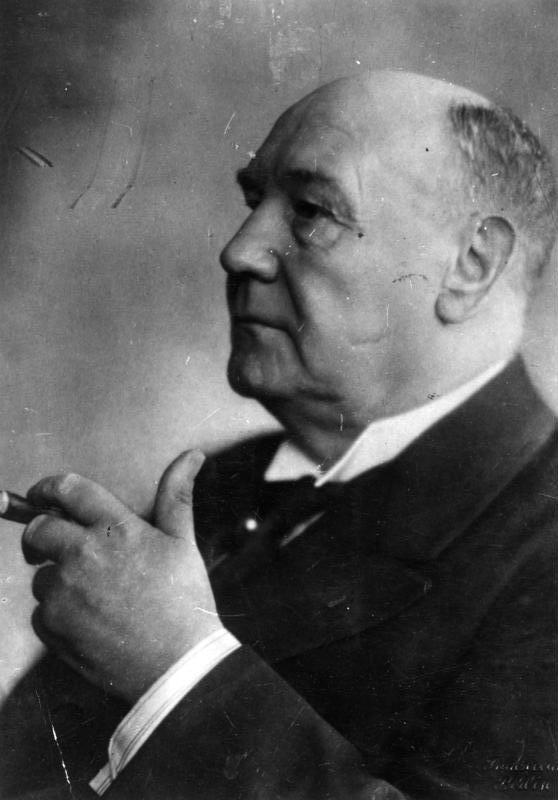
ويلهلم سولف، حاكم ساموا الألماني

مع مطلع القرن العشرين، قسمت جزر ساموا إلى قسمين وفقا لمعاهدة ترايباتيت: تم إعطاء القسم الشرقي من الجزر للولايات المتحدة الأمريكية (جزر توتيلا سنة 1900 وجزر منوا سنة 1904) حيث تعرف الآن باسم جزر ساموا الأمريكية؛ أما القسم الغربي، والذي تفوق مساحته الجزء الشرقي بشكل كبير، فقد أصبح يعرف بساموا الألمانية بعد أن تخلت بريطانيا عن جميع حقوقها في ساموا مقابل تنازل ألمانيا عن حقوقها في جزر تونغا وعن مناطق معينة في غرب أفريقيا وجزر سليمان.

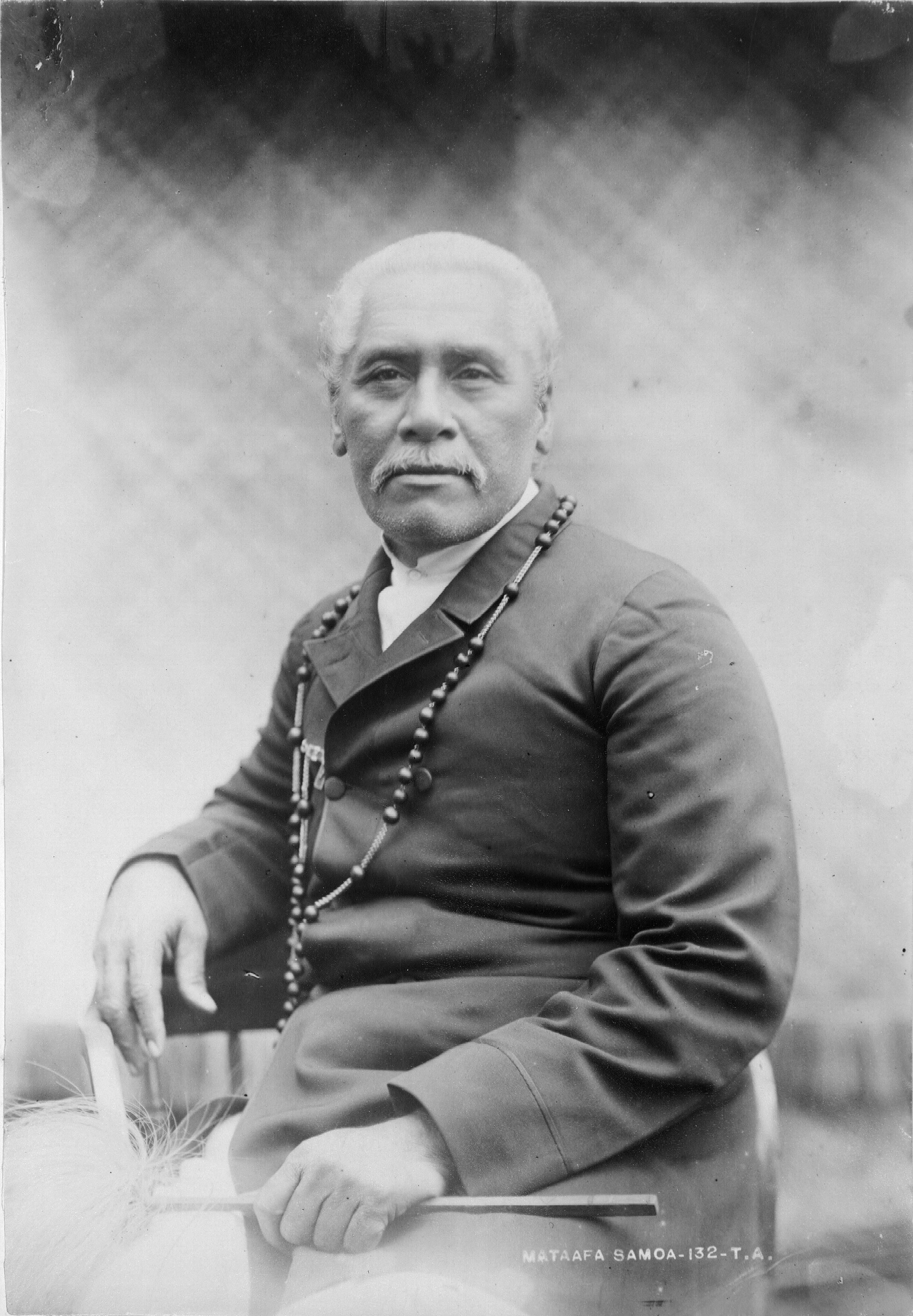
ماتأفاه أيوسيفو (1832-1912) قائد بارز ومنافس للنظام الملكي في ساموا

كان ولهلم سولف أول حاكم ألماني لجزر ساموا الألمانية، وقد أصبح لاحقا وزير المستعمرات في ألمانيا الإمبريالية. نزلت قوات نيوزيلندا على سواحل جزيرة أبولو دون أي مقاومة في 14 أغسطس 1914 واستلمت زمام الأمور من السلطات الألمانية، وذلك بعد أن طلبت بريطانيا من نيوزلندا أن تقوم ب«خدمتها الإمبريالية العظيمة والمستعجلة» بعد نشوب الحرب العالمية الأولى.
في عام 1912، تمكنت ألمانيا من تحقيق أهدافها على المدى الطويل من حيث فهم القوى التقليدية التي تؤثر في السياسة الساموية، مع الإبقاء على مظهر من المساهمة المحلية في الحكومة. تم أيضا نقل صلاحيات اتخاذ القرارات المتعلقة بالأراضي وامتلاكها إلى الحاكم الألماني، كما تم تغير نص التحية المتعارف عليها في جزر ساموا (فؤلوبيجا).

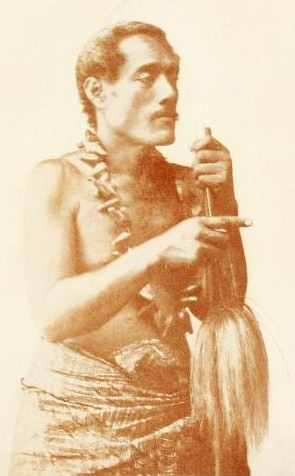
الخطيب المنفي نامولاولو مامو.

أصبحت نيوزيلندا وصية على ساموا بعد إنشاء عصبة الأمم، حيث عدت ساموا كدولة خاضعة للانتداب ومصنفة في الفئة «ج»، وذلك في الفترة الواقعة ما بعد انتهاء الحرب العالمية الأولى وسنة 1962. تلا ذلك سلسلة من الحكومات النيوزيلندية التي كانت مسؤولة عن حدثين رئيسيين. الأول، قرابة خمس السكان السامويين ماتوا نتيجة لوباء الإنفلونزا الذي اجتاح البلاد ما بين عامي 1918 و 1919. في عام 1919 استنتجت اللجنة الملكية للتحقيق أن الوباء لم يظهر في ساموا الغربية إلا بعد وصول سفن تالون من أوكلاند في السابع من تشرين الثاني عام 1918، ففي غضون سبعة أيام من وصول السفن، أصبح المرض منتشرا في أوبولو ثم في بقية مناطق الإقليم.
أما الحدث الثاني، فقد كان المظاهرة التي بدأت بشكل سلمي، ونظمها الماو (الماو تترجم حرفيا ب«الرأي المصمم عليه»)، وهي حركة شعبية غير عنيفة نشأت في أوائل القرن العشرين على جزيرة سفائي بقيادة لوكي نامولولو ماموي، والذي كان خطيبا وقائدا قام سولف بخلعه عن القيادة سنة 1909. تم نفي لوكي إلى سابيان وتوفي أثناء عودته إلى ساموا سنة 1915.
مع نهاية العشرينيات، تمكنت حركة مقاومة الحكم الاستعماري من حشد تأييد شعبي واسع أثناء فترة اساءة معاملة الإدارة النيوزلندية للسامويين. كان أولاف فردريك نيلسون، الذي كان تاجرا نصف ساموي ونصف سويدي، أحد قادة الماو، ولكن تم نفيه في نهاية العشرينيات وبداية الثلاثينيات. إلا أن أولاف استمر في مساعدة المنظمة ماليا وسياسيا. في 28 ديسمبر 1928، قام قائد الماو المنتخب حديثا (توبوا تماسيسي ليالوفي) بتنظيم مظاهرة سلمية في العاصمة أبنيا اتباعا لفلسفة المنظمة السلمية.
حاولت الشرطة النيوزيلندية اعتقال أحد قادة المظاهرة، إلا أنه قاوم الاعتقال مما أدى إلى حدوث شجار ما بين الشرطة والمتظاهرين. قام الضباط بإطلاق النار بشكل عشوائي على المتظاهرين وقاموا باستخدام مدفع رشاش لتفريق أفراد الماو. قتل تماسيسي بعد إصابته في ظهره أثناء محاولته تهدئة المتظاهرين بقوله «السلام، ساموا»، كما قتل عشرة وأصيب نحو خمسين آخرين بعد قيام الشرطة بإطلاق النار وضرب المتظاهرين بالعصي، حيث عرف ذلك اليوم بالسبت الأسود.

حضور السامويين لجنازة تماسيسي

نمت حركة الماو، مع بقائها سلمية في نشاطاتها، وتوسعت لتشمل فرعا نسائيا مؤثرا. بعد جهود حثيثة بذلها السامويون، تمكنت ساموا الغربية من الحصول على الاستقلال سنة 1962 ووقعت على معاهدة صداقة مع نيوزيلندا، وبذلك أصبحت ساموا أول دولة تحصل على استقلالها في المحيط الهادي. في عام 2002، قامت رئيسة وزراء نيوزيلندا هيلين كلارك خلال زيارة قامت بها إلى ساموا بتقديم اعتذار رسمي عن دور نيوزيلندا في كلا الحادثين.
في عام 1997، تم تعديل الدستور لتغيير اسم الدولة من ساموا الغربية إلى ساموا. احتجت ساموا الأمريكية على هذه الخطوة، مشددة على أن هذا التغيير يضعف من هوية ساموا الأمريكية، وما زالت ساموا الأمريكية تستخدم عبارتي ساموا الغربية والسامويين الغربيين عند وصف دولة ساموا وسكانها.
مع أن شقي ساموا يتشاركان في اللغة والعرق، إلا أن ثقافتيها اتخذتا مسايرين مختلفين؛ حيث يهاجر الكثير من سكان ساموا الأمريكية إلى هاواي وأراضي الولايات المتحدة في أمريكا الشمالية، وهو ما أدى إلى اكتسابهم للعديد من تقاليد الولايات المتحدة كلعب كرة القدم الأمريكية وكرة القاعدة. أما السامويون الغربيون، فقد نزعوا إلى الهجرة إلى نيوزيلندا، وأدى التأثير النيوزلندي إلى انتشار رياضتي الرجبي والكريكت في ساموا الغربية، كما لاحظ الكاتب المسافر «بل هروكس» فروقا واضحة بين مجتمعي ساموا الأمريكية وساموا الغربية. اعتبارا من 7 سبتمبر 2009، حولت الحكومة اتجاه السياقة لسائقي المركبات، حيث أصبح اتجاه السياقة على الجانب الأيسر من الطريق، وبذلك أصبح اتجاه السياقة في ساموا متماشيا مع بقية الدول في المنطقة. جدير بالذكر أن ساموا هي أول دولة خلال السنوات الأخيرة وأول دولة في القرن الحادي وعشرين تقوم بمثل هذا التغيير.

## السياسة

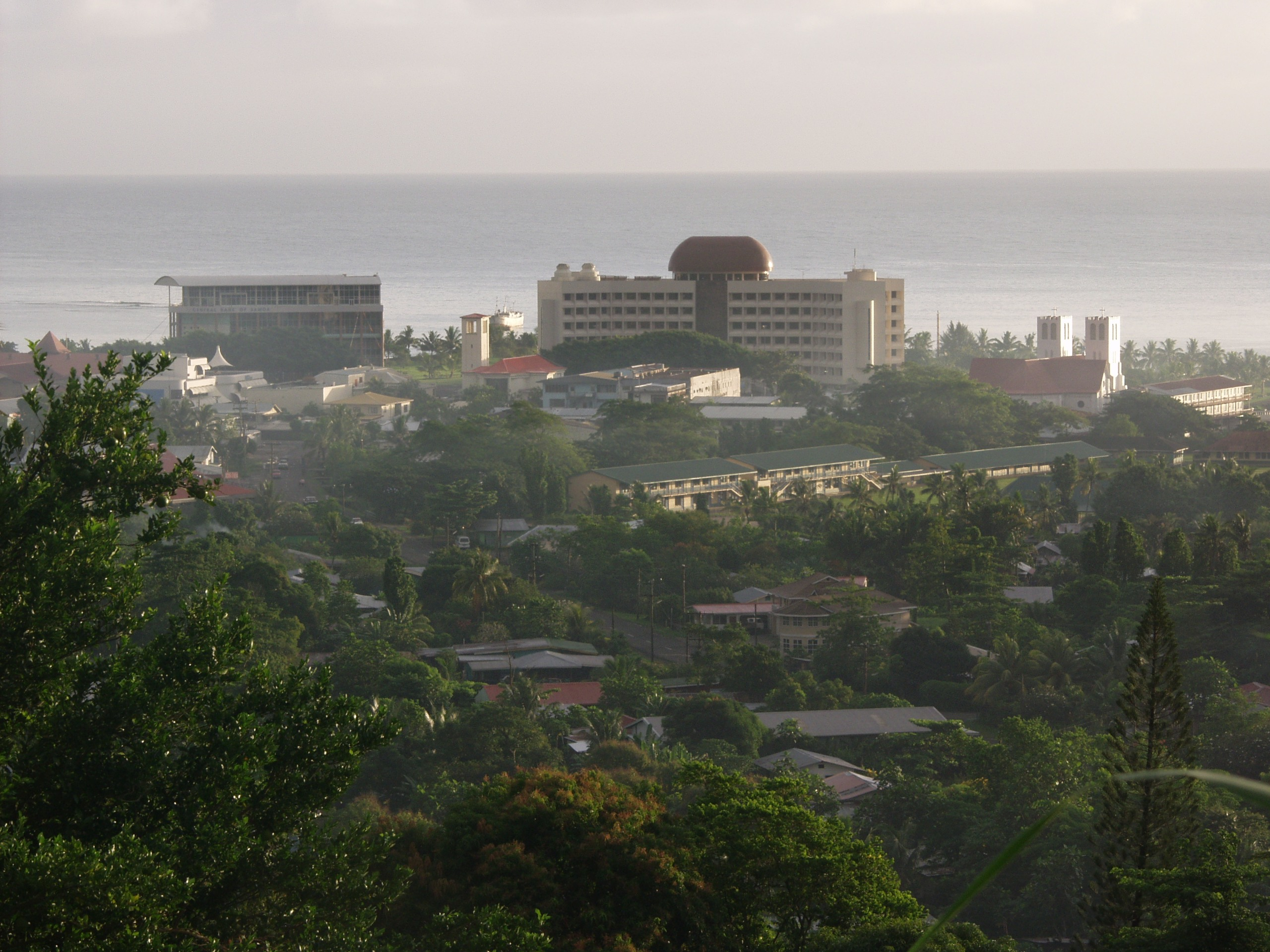
مبنى الحكومة في أبيا

دخل دستور عام 1960 حيز التنفيذ رسمياً مع الاستقلال من نيوزيلندا في عام 1962، وهو مبني على النمط البريطاني كديمقراطية برلمانية مع بعض التعديلات الآخذة في الاعتبار تقاليد وعادات شعب ساموا. تدعى حكومة ساموا الوطنية الحديثة باسم «مالو». فيامي ماتاآفا فاميوينا ميلينو الثاني هو أول رئيس وزراء للبلاد وهو أحد أربع زعماء بارزين في البلاد. تم تعيين اثنين آخرين من الزعماء عند الاستقلال رئيسين مشتركين للدولة مدى الحياة. توفي توبوا تاماسيسي مياأولي عام 1963 تاركاً ماليتوا تانومافيلي الثاني رئيس الدولة الوحيد حتى وفاته في 11 مايو/ أيار 2007 حيث تحولت ساموا حينها من ملكية دستورية إلى جمهورية. انتخب رئيس الدولة التالي توياتوا توبوا تاماسيسي إيفي من قبل الهيئة التشريعية في 17 يونيو/ حزيران 2007 لفترة 5 سنوات.
يتألف البرلمان من مجلس واحد (فونو) ويتكون بدوره من 49 عضواً لفترة مدتها 5 سنوات. يتم انتخاب سبعة وأربعين من مناطق الأقاليم من العرقية الساموية بينما يختار المواطنون من غير العرقية الساموية اثنين آخرين من دون انتماء عرقي محدد وعلى لوائح انتخابية منفصلة. تم توسيع حق الاقتراع العام في عام 1990 لكن يحق فقط للزعماء (ماتاي) الترشح للانتخابات في ساموا. هناك أكثر من 25,000 ماتاي في البلد حوالي 5 ٪ منهم من النساء. يتم اختيار رئيس الوزراء بأغلبية في مجلس الفونو ويعينه رئيس الدولة لتشكيل الحكومة. يسمي قائد الدولة الوزراء الإثني عشر ويتطلب تعيينهم ثقة الفونو.
من النساء البارزات في السياسة الساموية الراحلة لاولو فيتاويماليماو ماتاأفا (1928-2007) من دائرة لوتوفاغا وهي زوجة أول رؤساء وزراء البلاد. أما ابنتهما فيامي نعومي ماتاأفا هي من الزعماء البارزين وهي عضو كبير في الحكومة. من النساء الأخرى ات في السياسة الباحثة الساموية أيونو فانافي لي تاغالوا وو الواعظة الرئيسة ماتاتوما مايموانا وسافونايتاوأوغا باأغا نيري وزيرة الاتصالات والتكنولوجيا الحالية.
يستند النظام القضائي إلى القانون العام الإنكليزي والعادات المحلية. المحكمة العليا في ساموا هي أعلى الهيئات القضائية. يعين رئيس قضاة المحكمة العليا من قبل رئيس الدولة بناء على توصية من رئيس الوزراء.

## التقسيم الإداري
ساموا تنقسم إلى ضواحي سياسية (itūmālō ) وبدأ العمل بالضواحي التقليدية قبل مجيء الإستعمار الأوروبي. كل ضاحية لها دستورها التأسيسي الخاص بها (فآفاي) بني على الترتيب التقليدي حسب أقدمية اللقب الموجود في التحية التقليدية (فآلوبيغا).
القرية العاصمة لكل ضاحية هي من تقوم بإدارة وتنسيق شئون الضاحية وتطلق على الضاحية لقبها السامي وهذا جزء من ضمن مسؤوليات أخرى. على سبيل المثال الضاحية آنا عاصمتها ليولومويغا. اللقب السامي لها هو توي آنا. مجموعة الخطباء (تسمى الفاليفا - بيت التسعة) والتي تطلق هذا اللقب مقرها في ليولومويغا. وهذا ينطبق على باقي الضواحي. ضاحية تواماساغا اللقب السامي للضاحية - لقب ماليتوا - أطلق بواسطة فايل تواماساغا ومقرها في أفيغا.

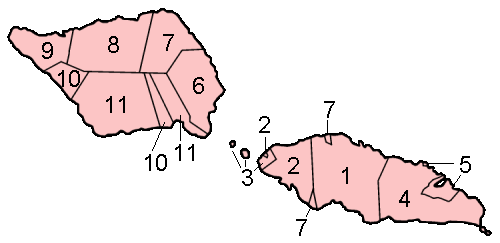
التقسيمات الإدارية في ساموا

| الرقم على الخريطة           | الضاحية              | العاصمة     | المساحة (كم²) | تعداد السكان (2001) |
| --------------------------- | -------------------- | ----------- | ------------- | ------------------- |
| أوبولو (تشمل الجزر الصغيرة) |                      |             |               |                     |
| 1                           | ضاحية تواماساغا      | أفيغا       | 479           | 83,191              |
| 2                           | ضاحية آنا            | ليولومويغا  | 193           | 20,167              |
| 3                           | ضاحية آيجا أي لي تاي | موليفانوا   | 27            | 4,508               |
| 4                           | ضاحية أتوا           | لوفيلوفي    | 413           | 21,168              |
| 5                           | ضاحية فآو فونوتي     | ساماميا     | 38            | 1,666               |
| سافاي                       |                      |             |               |                     |
| 6                           | ضاحية فآساليليغا     | سافوتولافاي | 266           | 12,949              |
| 7                           | ضاحية غاغايماوغا     | سالياولا    | 223           | 7,108               |
| 8                           | ضاحية غاغايفوماوغا   | أوبو        | 365           | 4,770               |
| 9                           | ضاحية فايسيجانو      | أساو        | 178           | 6,643               |
| 10                          | ضاحية ساتوبايتي      | ساتوبايتي   | 127           | 5,556               |
| 11                          | ضاحية بالاولي        | فايلوا      | 523           | 8,984               |
|                             | ساموا                | أبيا        | 2,831         | 176,848             |

## الجغرافيا

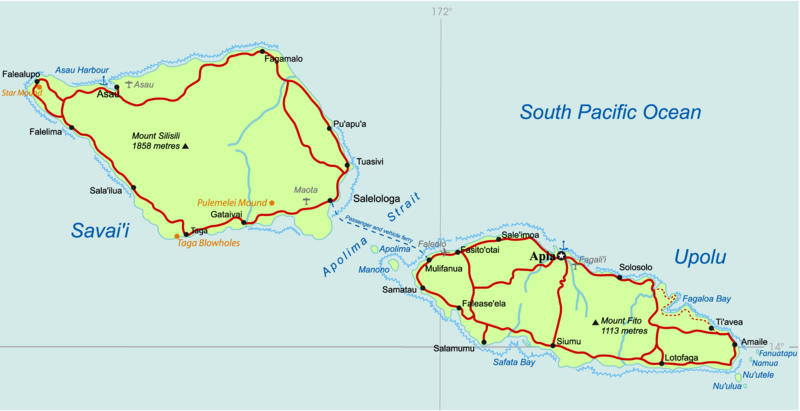
خريطة ساموا.

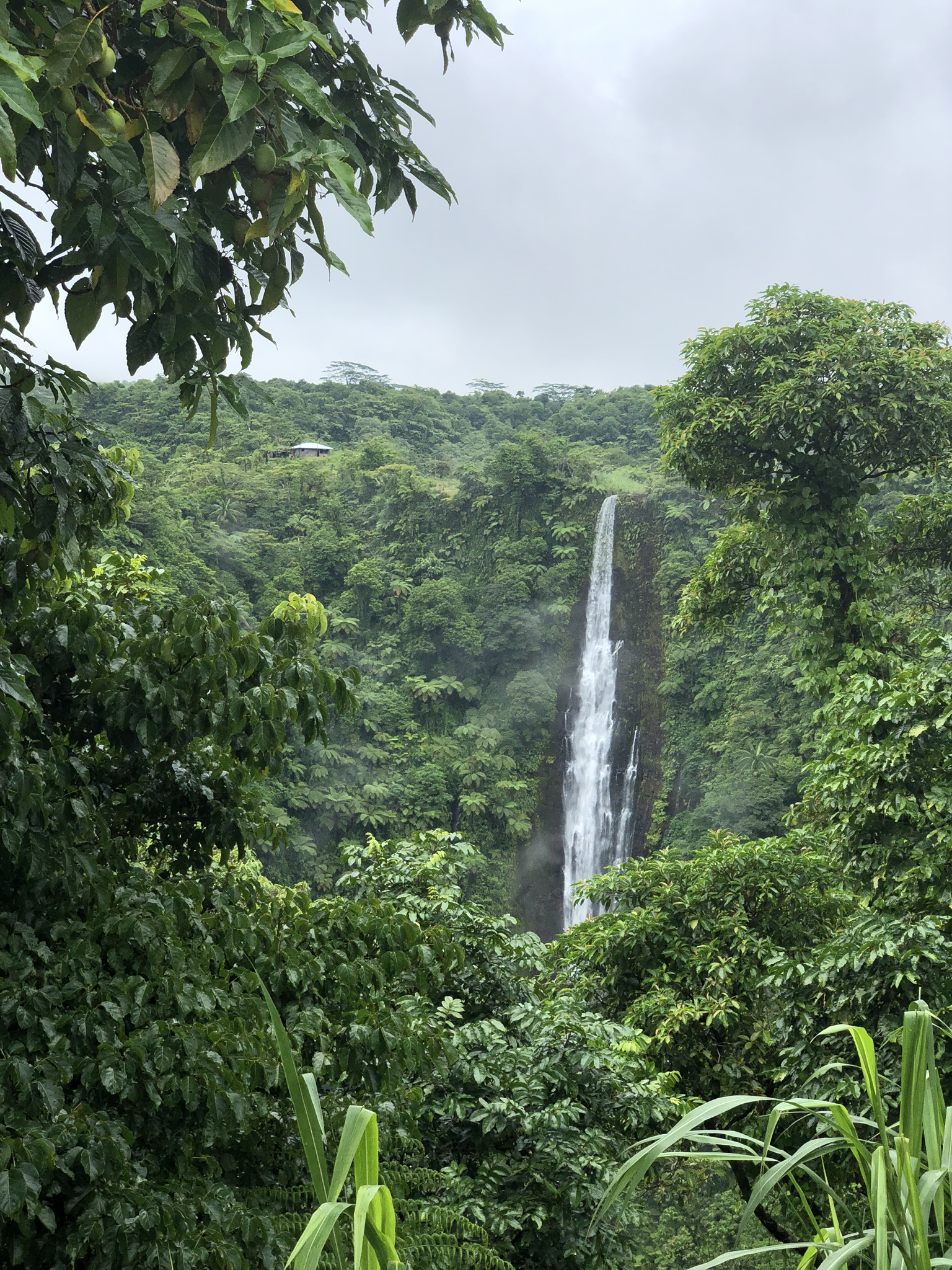
شلالات ساموا

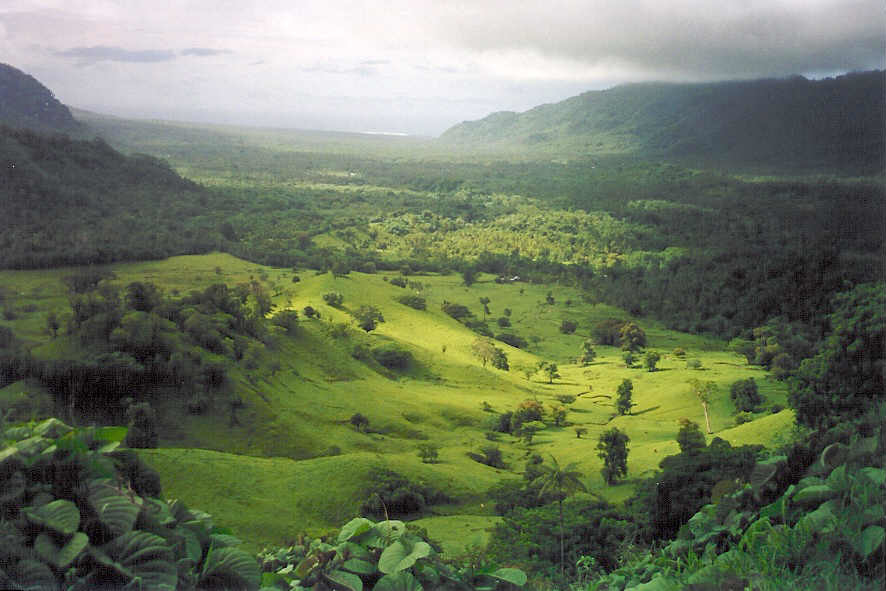
مشهد لوادي فاليفا من معبر لي مافا شرق أوبولو.

تقع ساموا شرق خط التاريخ الدولي وإلى الجنوب من خط الاستواء تقريباً في منتصف الطريق بين هاواي ونيوزيلندا في المنطقة البولينيزية في المحيط الهادئ. تبلغ المساحة الكلية للبلاد 2934 كم2 (1133 ميل مربع) (أصغر قليلا من ولاية رود آيلاند الأمريكية) وتتألف من جزيرتين كبيرتين هما أوبولو وسافاي اللتان تمثلان 99 ٪ من المساحة الكلية وثمانية جزر صغيرة.
من هذه الجزر ثلاث في مضيق أبوليما (مانونو وأبوليما ونوولوبا) وأربع جزر ألايباتا قبالة الطرف الشرقي من أوبولو (نووتيلي وناموا ونوولوا وفانواتابو) وجزيرة نووسافي وتبلغ مساحتها أقل من 0.01 كم2 (2 ونصف فدان) وتبعد نحو 1.4 كم (0.9 ميل) عن الساحل الجنوبي لأوبولو في قرية فاوفاي. جزيرة أوبولو الرئيسية هي موطن 75% من سكان ساموا وعاصمتها هي أبيا.

### المناخ
المناخ استوائي/ موسمي مع متوسط درجات حرارة سنوية 26.5 درجة مئوية (79.7 درجة فهرنهايت). يمتد موسم الأمطار من نوفمبر/تشرين الثاني إلى نيسان / أبريل. جزيرة سافاي هي الأكبر بين جزر الساموا والجزيرة البولينيزية السادسة بعد الجزيرتين الشمالية والجنوبية من نيوزيلندا وجزيرة ستيوارت وجزيرتي هاواي وماوي. يبلغ تعداد سكان سافاي 42,000 شخص.
| البيانات المناخية لـأبيا                                                     | البيانات المناخية لـأبيا | البيانات المناخية لـأبيا | البيانات المناخية لـأبيا | البيانات المناخية لـأبيا | البيانات المناخية لـأبيا | البيانات المناخية لـأبيا | البيانات المناخية لـأبيا | البيانات المناخية لـأبيا | البيانات المناخية لـأبيا | البيانات المناخية لـأبيا | البيانات المناخية لـأبيا | البيانات المناخية لـأبيا | البيانات المناخية لـأبيا |
| الشهر                                                                        | يناير                    | فبراير                   | مارس                     | أبريل                    | مايو                     | يونيو                    | يوليو                    | أغسطس                    | سبتمبر                   | أكتوبر                   | نوفمبر                   | ديسمبر                   | المعدل السنوي            |
| ---------------------------------------------------------------------------- | ------------------------ | ------------------------ | ------------------------ | ------------------------ | ------------------------ | ------------------------ | ------------------------ | ------------------------ | ------------------------ | ------------------------ | ------------------------ | ------------------------ | ------------------------ |
| متوسط درجة الحرارة الكبرى °م (°ف)                                            | 30 (86)                  | 30 (86)                  | 30 (86)                  | 30 (86)                  | 30 (86)                  | 29 (84)                  | 29 (84)                  | 29 (84)                  | 29 (84)                  | 30 (86)                  | 30 (86)                  | 30 (86)                  | 30 (85)                  |
| متوسط درجة الحرارة الصغرى °م (°ف)                                            | 24 (75)                  | 24 (75)                  | 24 (75)                  | 24 (75)                  | 24 (75)                  | 24 (75)                  | 23 (73)                  | 23 (73)                  | 23 (73)                  | 24 (75)                  | 24 (75)                  | 24 (75)                  | 24 (75)                  |
| الهطول مم (إنش)                                                              | 419 (16.5)               | 322 (12.7)               | 332 (13.1)               | 261 (10.3)               | 205 (8.1)                | 165 (6.5)                | 133 (5.2)                | 155 (6.1)                | 180 (7.1)                | 257 (10.1)               | 270 (10.6)               | 372 (14.6)               | 3٬071 (120.9)            |
| المصدر: www.weather2travel.com"دليل طقس أبيا". مؤرشف من الأصل في 2022-04-11. |                          |                          |                          |                          |                          |                          |                          |                          |                          |                          |                          |                          |                          |

## الجيولوجيا

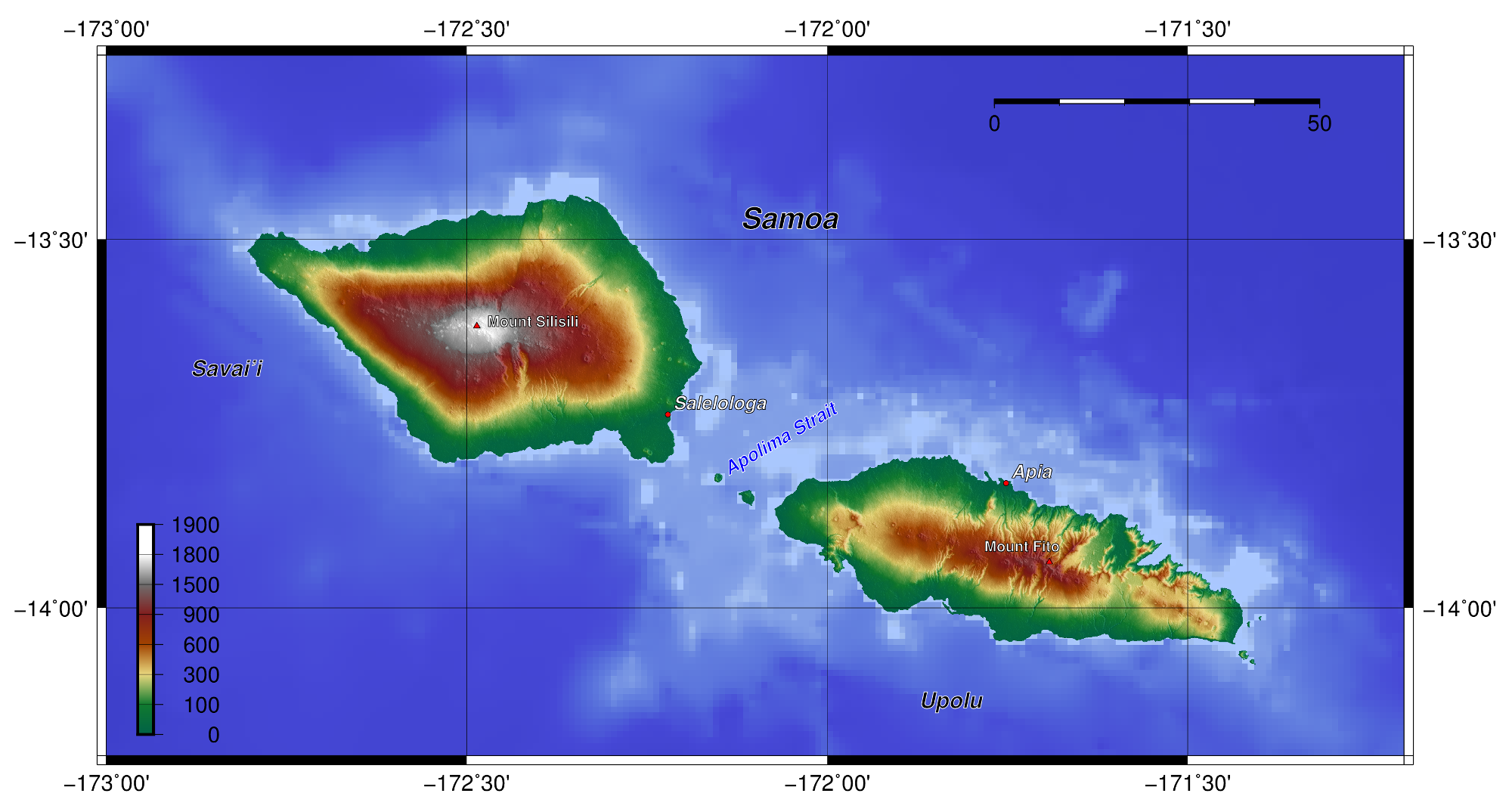
تضاريس ساموا.

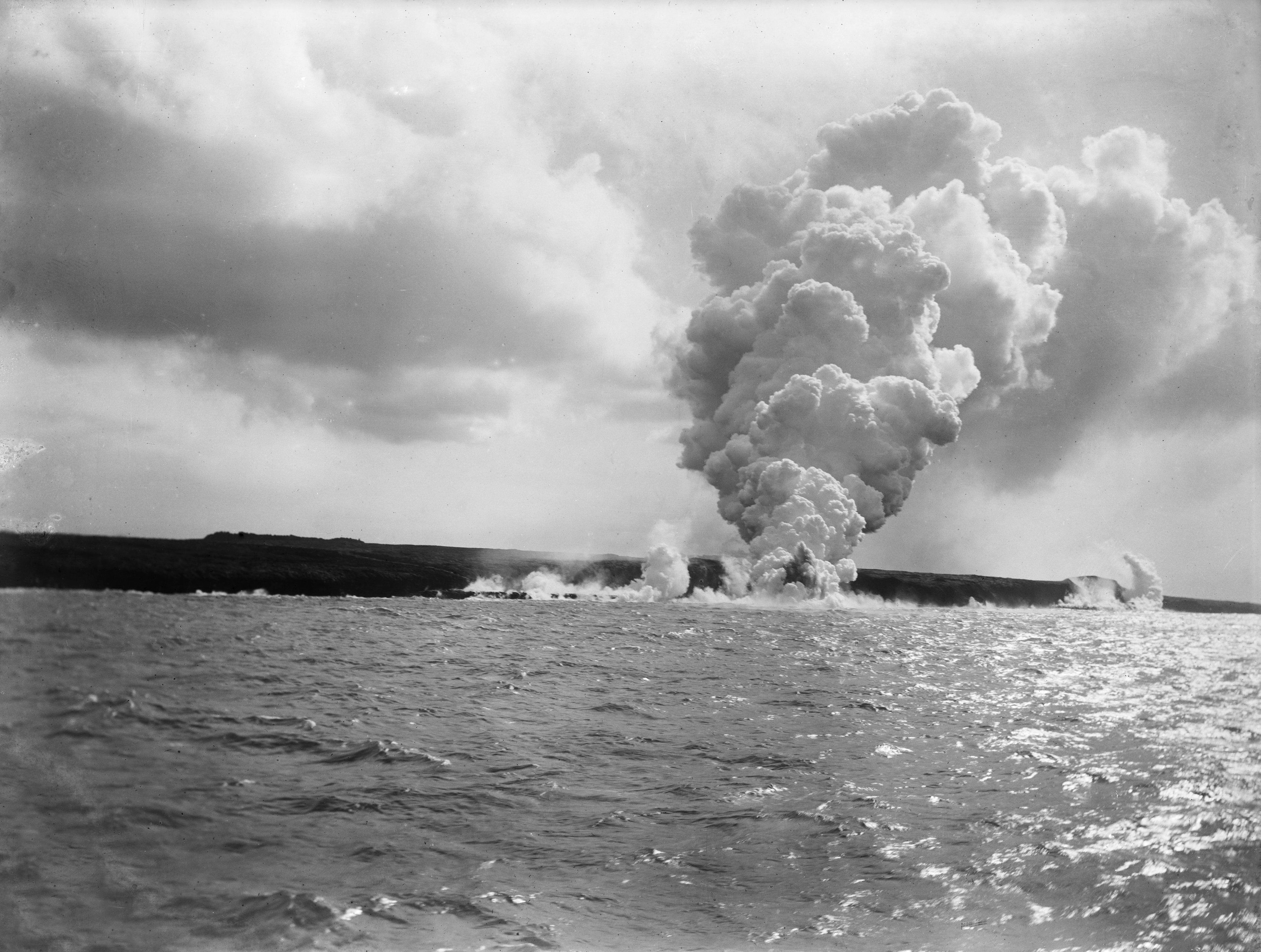
ثورة جبل ماتافانو في جزيرة سافاي عام 1905.

جزر ساموا هي نتيجة للنشاط البركاني والذي مصدره النقطة الساخنة في ساموا التي هي نتيجة محتملة لعمود الدثار. في حين أن جميع الجزر من أصل بركاني فإن جزيرة سافاي فقط أقصى جزيرة في غرب ساموا ما تزال نشطة حيث كانت آخر الثورات في جبل ماتافانو (1905-1911) وجبل ماتا أو لي آفي (1902) وجبل ماوغا آفي (1725). أعلى نقطة في ساموا هي جبل سيلسيلي بعلو 1858 م (6096 قدم). حقول ساليالو الحممية تقع على الساحل الشمالي من وسط سافاي وهي نتيجة لثورات ماتافانو والتي خلفت 50 كم² (20 ميل مربع) من الحمم المتصلبة.

## الاقتصاد

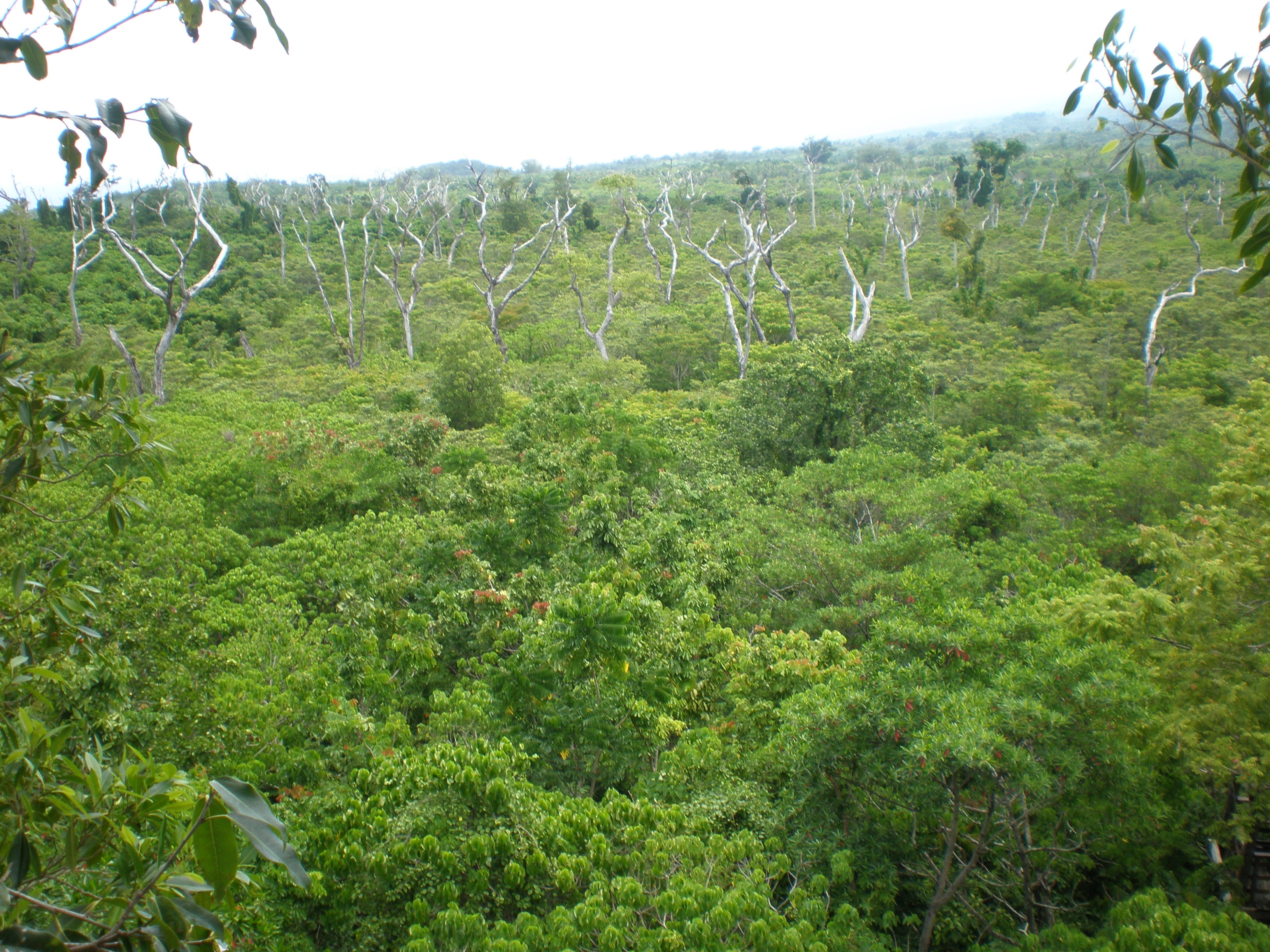
منظر لغابة فاليالوبو الماطرة في سافاي.

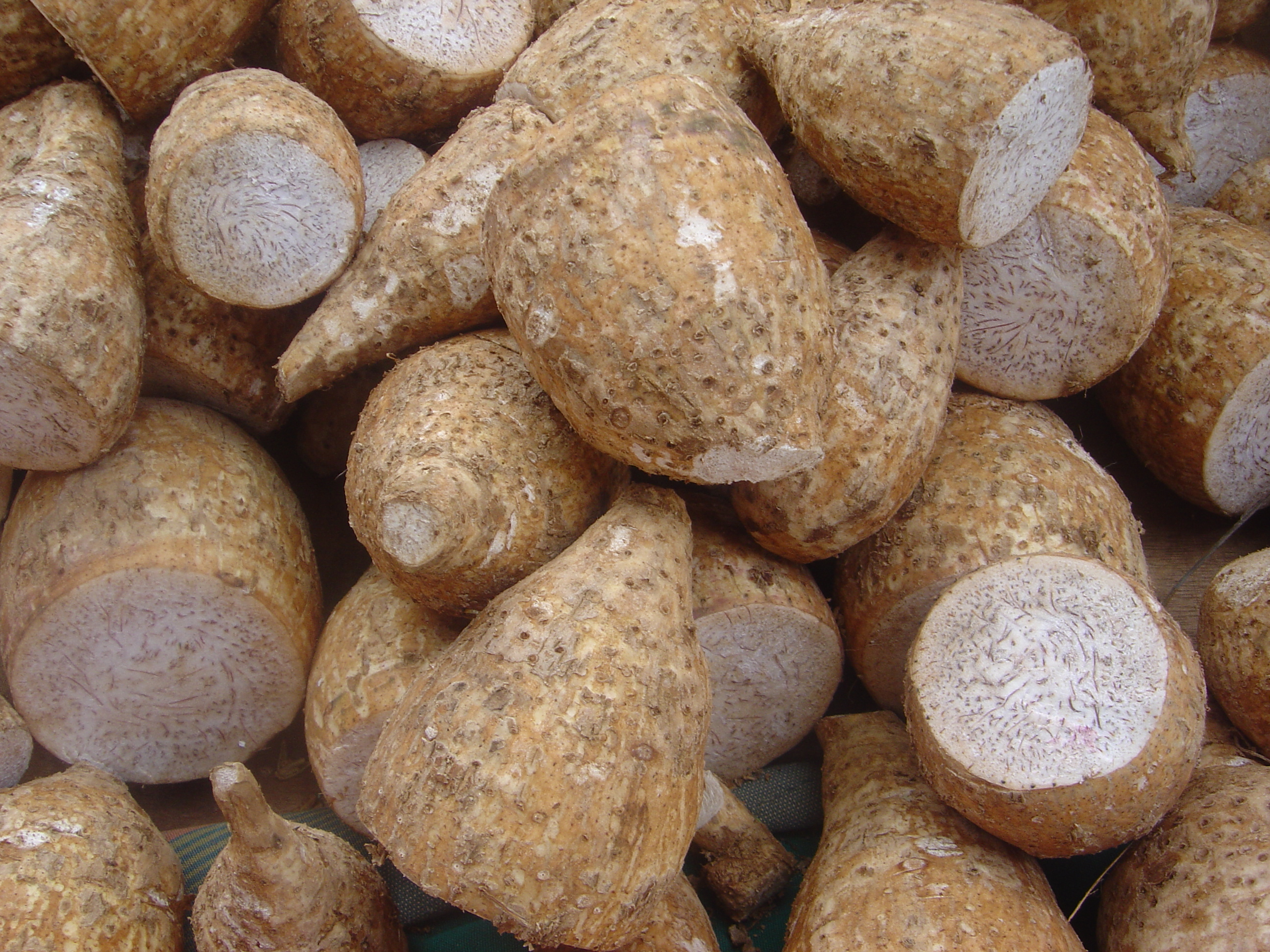
تارو وهو محصول جذري وتقليدياً أكبر منتج تصدره البلاد وكان مصدراً لأكثر من نصف دخل الصادرات عام 1993. لكن آفة فطرية أهلكت النبتة ومن حينها تشكل النبتة أقل من 1% من عائد التصدير.

اعتمد اقتصاد ساموا تقليدياً على المعونات الإنمائية والتحويلات المالية العائلية الخاصة من الخارج والصادرات الزراعية. تستخدم الزراعة ثلثي القوى العاملة وتوفر 90 ٪ من الصادرات ومنها كريم جوز الهند وزيت جوز الهند ونوني (عصير فاكهة نونو بالساموية) ولب جوز الهند المجفف (كوبرا).
عدا عن مصنع الأسلاك الكبير التابع لشركة يازاكي فإن قطاع الصناعة يقوم بشكل رئيسي على المنتجات الزراعية. ينمو قطاع السياحة باطراد ويمثل الآن 25 ٪ من الناتج المحلي الإجمالي. تزايد عدد السياح الوافدين على مر السنين حيث زار الجزر أكثر من 100,000 سائح عام 2005 مقارنة بـ 70,000 في عام 1996.
دعت حكومة ساموا لتحرير القطاع المالي وتشجيع الاستثمار واستمرار الانضباط المالي. يشير المراقبون إلى مرونة سوق العمل باعتباره قوة أساسية للتقدم الاقتصادي في المستقبل. نما القطاع السياحي بشكل كبير بسبب الاستثمارات الضخمة في البنية التحتية للفنادق وعدم الاستقرار السياسي في دول الجوار والمحيط الهادئ وإطلاق بولينيزيان بلو عام 2005 وهي مشروع مشترك بين الحكومة وشركة طيران فيرجن.
ساموا أرخبيل مثمر وخصب ومنتج. في فترة ما قبل الاستعمار الألماني كان أغلب إنتاج الجزر هو لب جوز الهند المجفف (كوبرا). ساهم التجار والمستوطنون الألمان بشكل فعال في إدخال صناعات ومزروعات جديدة ولا سيما الكاكاو والمطاط معتمدين على العمالة المستوردة من الصين وميلانيزيا. مع انهيار قيمة المطاط الطبيعي مع نهاية الحرب العالمية الأولى، شجعت الحكومة النيوزيلندية على إنتاج الموز ذو السوق الكبيرة في نيوزيلندا.
بسبب الاختلافات في الارتفاع عن سطح البحر فإن البلاد صالحة لزراعة العديد من المحاصيل الاستوائية وشبه الاستوائية، لكن الأرض ليست متاحة عموماً للاستثمارات الخارجية. تبلغ مساحة البلاد الإجمالية 2,934 كم2 (725,000 فدان) منها نحو 24.4 ٪ دائم المحاصيل و 21.2 ٪ منها صالح للزراعة. تمتلك شركة ساموا الغربية الاستئمانية للعقارات حوالي 4.4 ٪ من الأرض.

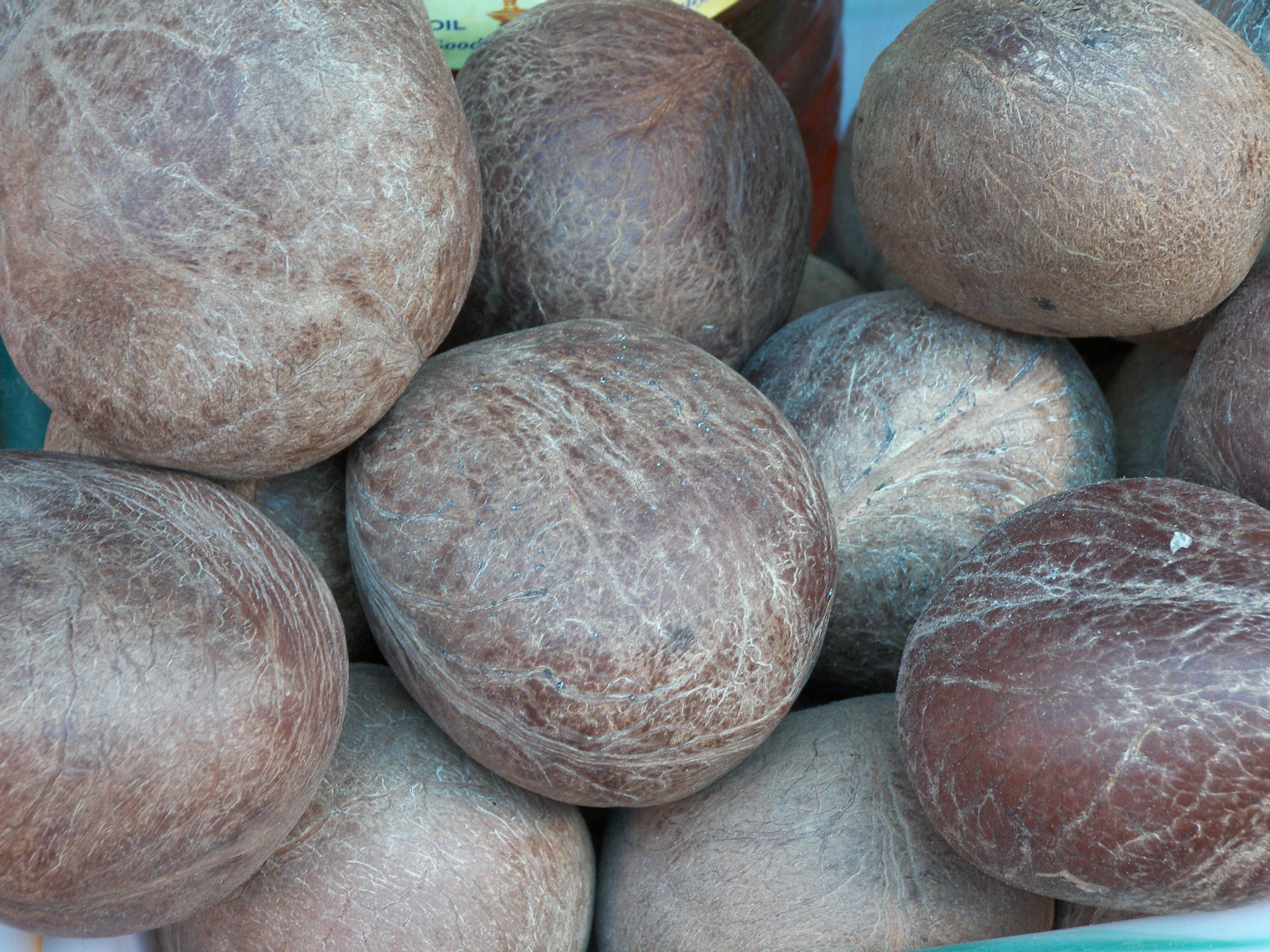
جوز هند كامل مجفف، يشتق منه اللب ويعرف باسم كوبرا.

المنتجات الأساسية هي لب جوز الهند المجفف وحبوب الكاكاو (لصناعة الشوكولاته) والموز. يبلغ الإنتاج السنوي لكل من الموز ولب جوز الهند المجفف نحو 13,000 إلى 15,000 طن متري (حوالي 14,500 إلى 16,500 طن قصير). أما إذا تم القضاء على خنفساء وحيد القرن في ساموا فبإمكان البلاد حينها أن تنتج ما يزيد على 40,000 طن متري (44,000 طن قصير) من لب جوز الهند المجفف. تعتبر حبوب الكاكاو الساموية ذات جودة عالية جداً وتستخدم في نيوزيلندا في الشوكولاتة الممتازة ومعظمها هجين كريولو - فوراستيرو. تنمو القهوة جيداً ولكن الإنتاج متفاوت. شركة ساموا الغربية الاستئمانية للعقارات هي أكبر منتج للقهوة. أنتج المطاط في ساموا لسنوات عديدة ولكن قيمة صادراتها منه لا تأثير لها يذكر على الاقتصاد.
الصناعات الزراعية الأخرى أقل نجاحاً. يمكن إنتاج قصب السكر الذي جلبه الألمان في أوائل القرن العشرين. يمكن مشاهدة مسارات السكك الحديدية القديمة المستخدمة لنقل قصب السكر في بعض المزارع شرق أبيا. ينمو الأناناس بشكل جيد في ساموا ولكنه يذهب للاستهلاك المحلي.

### مكونات الاقتصاد
يقدر الناتج المحلي الإجمالي في تعادل القوة الشرائية في عام 2006 بنحو 1,218 مليار دولار أمريكي. يشكل القطاع الصناعي أكبر عنصر في إجمالي الناتج المحلي في 58.4 ٪ يليه قطاع الخدمات بنحو 30.2 ٪ (تقديرات 2004). لا تشكل الزراعة سوى 11.4 ٪ من الناتج المحلي الإجمالي (تقديرات 2004). وتقدر القوة العاملة في ساموا بنحو 90,000.

## الديموغرافيا

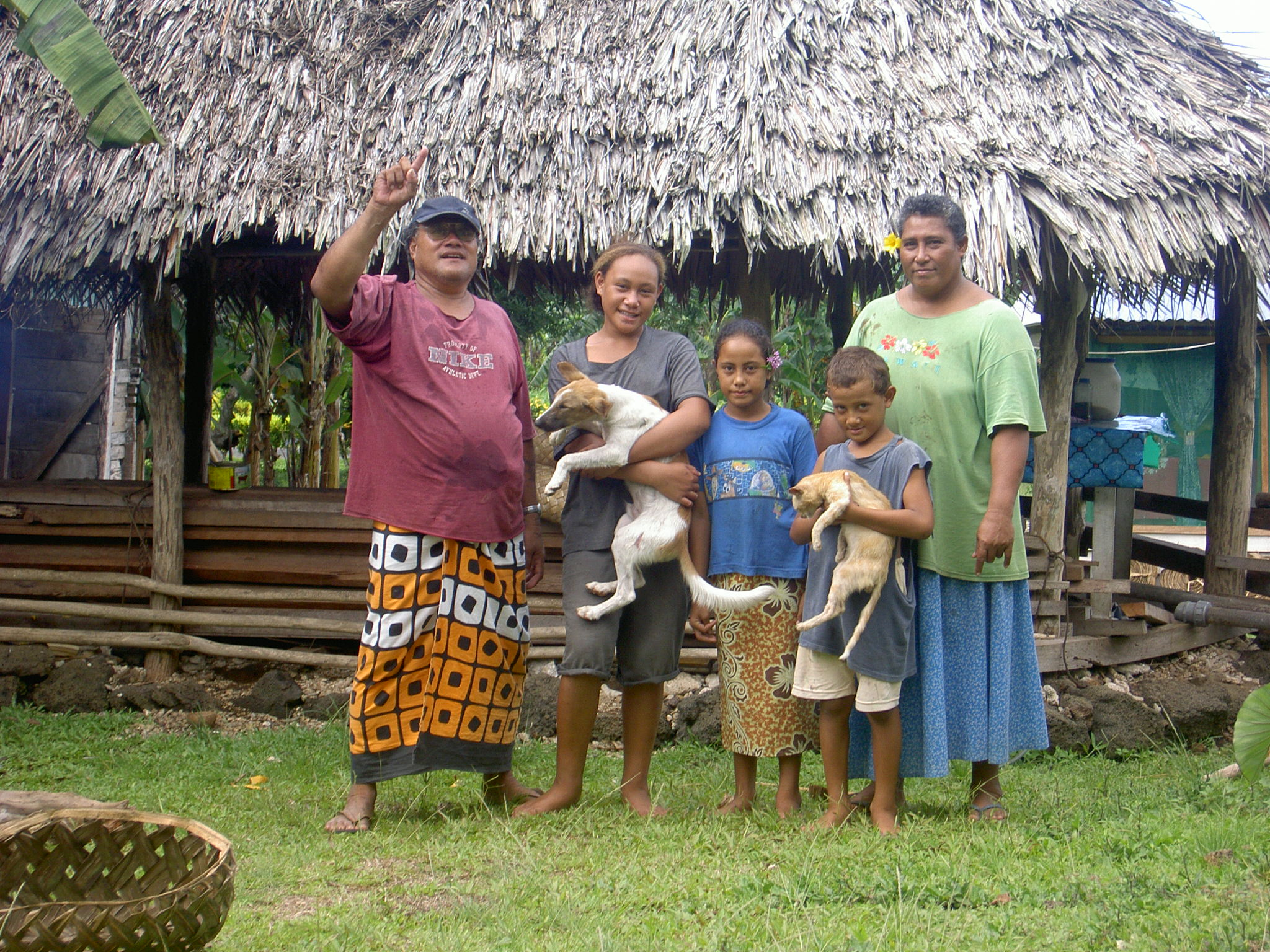
عائلة ساموية.

يبلغ تعداد سكان ساموا 205,557 نسمة في عام 2021، منهم 92.6 ٪ من سكان ساموا و 7 ٪ من اليورونيزيين (نسب مختلط أوروبي بولينيزي) و 0.4 ٪ من الأوروبيين، وفقاً لكتاب حقائق العالم الصادر عن وكالة الاستخبارات المركزية الأمريكية. يعيش حوالي ثلاثة أرباع السكان في الجزيرة الرئيسية أوبولو. السامويون يحلون في المرتبة الثانية عددياً في بولينيزيا بعد شعب الماوري في نيوزيلندا.

### الدين
المسيحية هي الديانة الرئيسية ويتبع السامويون الكنائس التالية: الكنيسة التجمعية المسيحية في ساموا 35.5 ٪ والرومان الكاثوليك 19.6 ٪ والميثوديون 15 ٪ والمورمون 12.7 ٪ وجمعيات الرب في ساموا 10.6 ٪ والسبتيون 3.5 ٪ و 1.3 ٪ مركز العبادة ونسبة غير محددة 0.8 ٪ (تعداد عام 2001).
رئيس الدولة حتى عام 2007 صاحب السمو ماليتوا تانومافيلي الثاني اعتنق البهائية. تستضيف ساموا واحدة من سبع دور عبادة بهائية في العالم. استكمل المعبد في عام 1984 وكرس لقائد الدولة وهو موجود في تياباباتا 8 كم (5 أميال) من أبيا.

## الثقافة

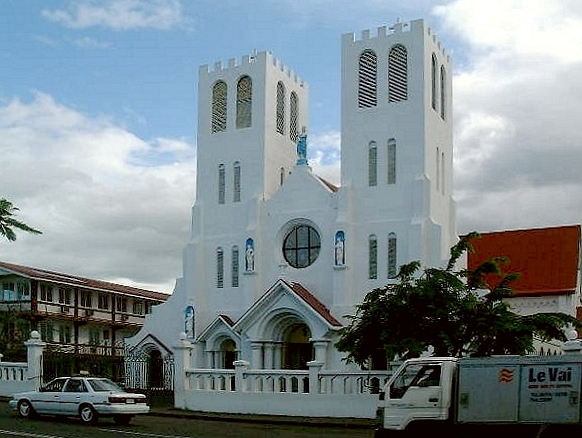
كنيسة حبل مريم الطاهر الكاثوليكية.

لا تزال «فاآ ساموا» أو الطريقة التقليدية في ساموا تلعب دوراً كبيراً في الحياة والسياسة. تحافظ ساموا على لغتها ونظامها السياسي والاجتماعي وتقاليدها التاريخية على الرغم من قرون من النفوذ الأوروبي. بعض الطقوس المحلية مثل ساموا آفا ذات أهمية جلية في المناسبات الهامة مثل حفل تنصيب الزعماء من قبل الماتاي. من الأشياء ذات الأهمية الثقافية إيه توغا المنسوج بدقة.
تضم أساطير ساموا العديد من الآلهة وقصص الخلق وشخصيات أسطورية مثل تاغالوا وآلهة الحرب نافانوا ابنة سافياسي أوليو حاكم عرش الأرواح في بولوتو. من الأساطير الأخرى القصة المعروفة لسينا وثعبان البحر والتي تعطي تفسيراً لأصل شجرة جوز الهند الأولى.
بعض السامويين روحانيون ومتدينون واستطاعوا تكييف المسيحية في إطار فاآ ساموا. على هذا النحو نجت المعتقدات القديمة ولا تزال تتعايش جنباً إلى جنب مع المسيحية وخاصة فيما يتعلق بالعادات والتقاليد والطقوس. تتمحور ثقافة ساموا حول مبدأ فافيالواإي «العلاقات بين الناس». تستند هذه العلاقات على الاحترام أو فاآلوالو. عندما قدمت المسيحية إلى ساموا اعتنقها معظم السكان. حاليا 98 ٪ من السكان يعتبرون أنفسهم مسيحيين ما تبقى هم إما ملحدون أو لا ينتمون لأي جماعة.

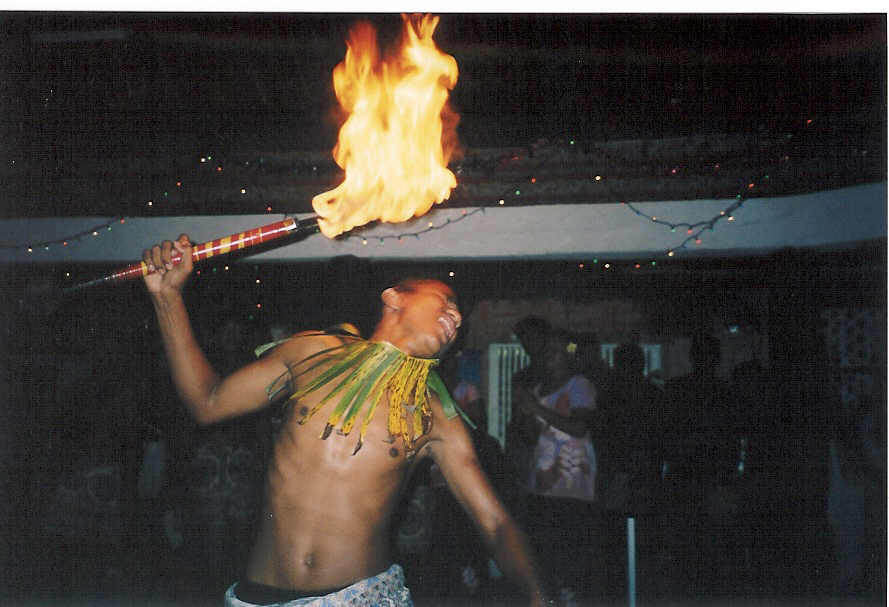
الرقص بالنار في ساموا.

يعيش بعض السامويين طريقة حياة مجتمعية حيث يشاركون في أنشطة كمجموع. من الأمثلة على ذلك الطقس الساموي فالي (المنازل) والتي تكون مفتوحة على بعضها دون جدران مستخدمين فقط ستائر مصنوعة من سعف جوز الهند أثناء الليل أو عندما تسوء الأحوال الجوية.
«سيفا» هي كلمة ساموية تعني الرقص وهي حركات جسدية لطيفة فريدة تتناغم مع الموسيقى التي تروي قصة ما، على الرغم من أن رقصات ساموا الذكورية قد تكون أكثر قوة وحركة. «ساسا» هي أيضاً رقصة تقليدية حيث يصطف الراقصون فيها في صفوف ويقومون بحركات سريعة متزامنة مع إيقاع الطبول الخشبية. أما رقصة فاأتاوباتي أو رقصة الصفعة فيؤديها الذكور مصدرين أصواتاً إيقاعية بصفع أجزاء مختلفة من الجسم. يعتقد أن أصل هذه الرقصة كان قتل الحشرات بصفع الجلد.
البناء والعمارة التقليدية في ساموا هي مهارة متخصصة في توفوغا فاي فالي الموجودة أيضاً في أنماط ثقافية فنية أخرى.

### الوشم

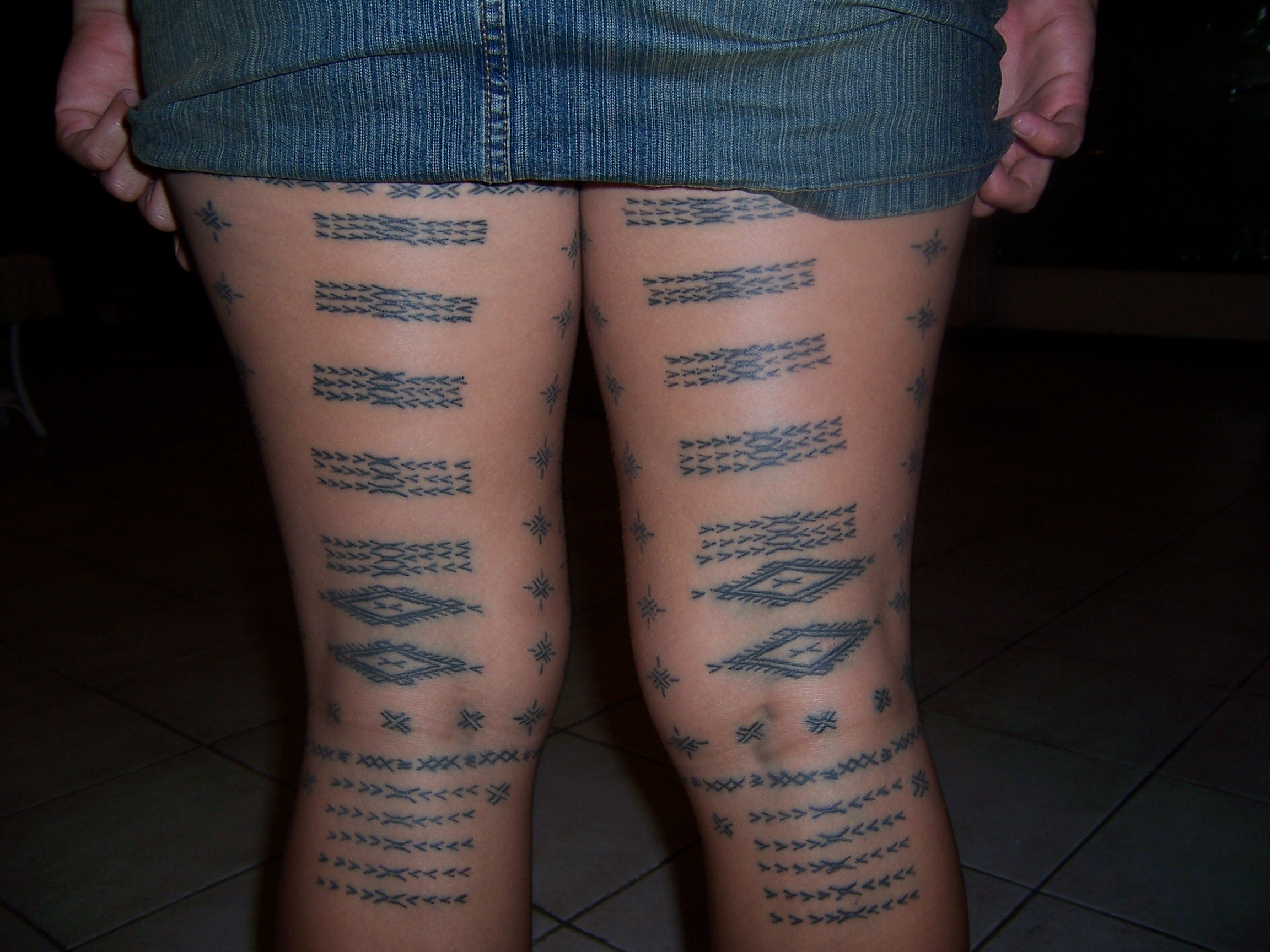
امرأة ساموية بوشم مالو التقليدي.

كما هو حال غيرها من الثقافات البولينيزية الرئيسية كالتاهيتية والماوري والهاوانية تتميز ثقافة الساموا بالوشم. تمتلك ساموا نمطين مختلفين حسب الجنس من الوشم. بالنسبة للذكور، يسمى في بيآ ويتألف من أنماط معقدة هندسية تغطي ما بين الركبتين حتى الأضلاع. يطلق على الذكر الذي يملك مثل هذا الوشم سوغا إيميتي. تعطى الأنثى الساموية وشم مالو الذي يغطي المنطقة من تحت ركبتيها إلى أعلى الفخذين.

### الثقافة المعاصرة
من الكتاب المعاصرين ألبرت ويندت حيث تنشر رواياته وكتبه التجربة الساموية. قدم في عام 1989 روايته الثعلب الطائر في شجرة الحرية في فيلم روائي طويل في نيوزيلندا من إخراج مارتن ساندرسون. كما تم تحويل رواية أخرى «أبناء العودة إلى الديار» إلى فيلم روائي طويل في عام 1979 من إخراج بول ماوندر. تضم قائمة الشعراء والكتاب السامويين ساباأو روبيراكي بيتايتا وايتي ساغاآ وسافيا سانو ماليفا، محرر جريدة ساموا أوبزيرفر.

### الرياضة

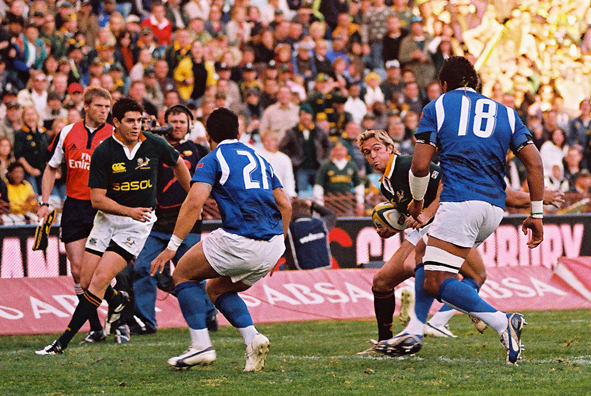
منتخب ساموا (الأزرق) في لقاء مع جنوب أفريقيا في 2007.

الرياضات الرئيسية الممارسة في ساموا هي اتحاد الركبي وكريكيت الساموا وكرة الشبكة. الركبي هي اللعبة الأكثر شعبية لكن كرة الطائرة ذات شعبية في بعض القرى.
يحظى اتحاد الركبي بشعبية كبيرة في ساموا بينما يطلق على المنتخب الوطني اسم مانو ساموا وهو قادر على المنافسة دائماً ضد فرق تعتبر أكبر منه. خاضت الساموا منافسات نهائيات كأس العالم للرجبي منذ عام 1991 ووصلت إلى الدور ربع النهائي عامي 1991 و 1995 والجولة الثانية من كأس العالم عام 1999. في كأس العالم 2003 اقترب مانو ساموا من التغلب على بطل العالم في تلك العام إنجلترا. شاركت ساموا أيضاً في نهائيات كأس أمم المحيط الهادئ. ولكون اتحاد الركبي الساموي عضو في تحالف جزر المحيط الهادئ للرجبي فإنها تشارك في فريق الاتحاد للركبي.
على مستوى الأندية، هناك البطولة الوطنية الإقليمية وكأس المحيط الهادئ للركبي. من اللاعبين البارزين في ساموا، بات لام، وبراين ليما، بالإضافة إلى عدد من اللاعبين السامويين الذين يلعبون لمصلحة نيوزلندا. فاز السامويون بالكأس في ويلينجتون وهونغ كونغ عام 2007، حيث أعلن رئيس الوزراء الحدث عطلة رسمية. حققت ساموا بطولة المجلس الدولي للركبي عام 2010 متوجه عاما مليئا بالانتصارات. تلا ذلك انتصارات عديدة في الولايات المتحدة الأمريكية، وأستراليا، وهونغ كونغ، واسكتلندا.
تحظى لعبة دوري الرجبي بشعبية في ساموا، حيث وصلت ساموا إلى الدور ربع النهائي عام 2000 في كأس العالم لدوري الركبي. العديد من السامويين والنيوزلنديين والأستراليين من أصل ساموي يلعبون في السوبر ليج وفي بطولات الدوري البريطاني. مثلا فاييغا ليلوغا تيغامالا الذي لعب في نيوزلندا والذي أصبح أول لاعب، يساوي مليون دولار، يتعاقد ليعلب دوري الركبي لصالح ويجان، ثم اتحاد الركبي لصالح نيوكاسل فالكونز، قبل أن يمثل ساموا. من اللاعبين أيضًا لافولافو في نادي ووركنغتون تاون، وموري فاسافالو في سينت هيلينز، وديفيد فاتيالوفا في وايت هيفين.

### المطبخ

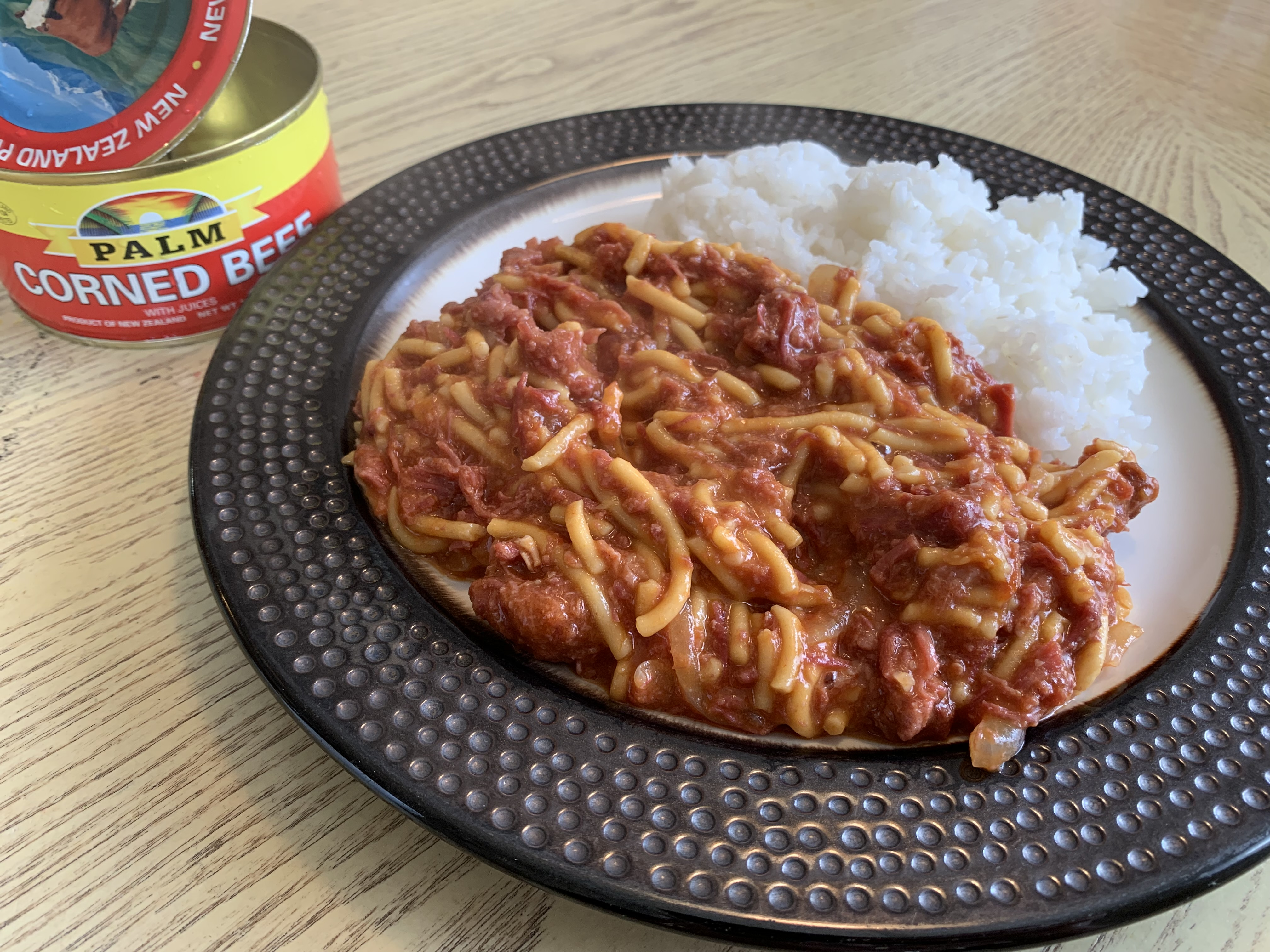
بيسوبو وسوبوكيتي يقدمان مع الأرز الأبيض

## وصلات خارجية
الحكومة
- حكومة ساموا
- قائد الدولة وأعضاء الحكومة

معلومات عامة
- جامعة كولورادو من UCB Libraries GovPubs

أخرى
- ساموا وورلد دوت كوم، قاموس ساموي